# Bulligny
Cet article possède un paronyme, voir Pulligny.
Bulligny est une commune française située dans le département de Meurthe-et-Moselle, en Lorraine, dans la région administrative Grand Est.

## Géographie

### Localisation
Le village de Bulligny se trouve à proximité du point de rencontre des départements de Meurthe-et-Moselle, de la Meuse et des Vosges. 
Il se trouve aussi à une dizaine de kilomètres de Toul, sous-préfecture, et à une trentaine de kilomètres de Nancy, préfecture du département.
Bulligny fait partie du vignoble des côtes-de-toul.

### Géologie et relief

Fig. 1 - Carte de la commune de Bulligny.

La topographie de Bulligny, appartenant à la chaîne des Côtes de Meuse, révèle trois niveaux principaux :
- Une plaine, en aval du village (est). Le sol y est argileux et lourd. Cet espace est principalement utilisé pour l'élevage bovin et la culture céréalière, et, dans une moindre mesure, pour le maraîchage vivrier et la culture fruitière (mirabelles, quetsches, pommes, noix).
- Un talus, divisé en deux secteurs, l'un en pente douce avec un sol calcaire et occupé en amont par des vignes, et en aval par le village ; l'autre en pente raide avec un même sol mais occupé en amont par des bois, puis en aval par des vergers et des vignes.
- Un plateau, en amont du village (ouest). Le sous-sol y est calcaire et le sol composé d'une riche terre noire et d'humus. Cet espace est occupé par des bois de feuillus (3/4 chênes et hêtres). S'y trouvent également d'autres essences : charme, sapin, pin, érable, bouleau, douglas, épicéa, etc.
- La commune est arrosée par de nombreux cours d'eau : Ruisseau de l'Etang de Allamps (1,537 km), Ruisseau de Poisson (1,059 km), Ruisseau de Gondervau (1,308 km), Ruisseau de la Grande Prairie (1,179) km, Ruisseau de l'Etang la Roche (1,398 km)[3]

### Voies de communication et transports
Le village de Bulligny est traversé par la route D 11, reliant Foug à Autreville (par D 27).
L'autoroute A31, reliant Luxembourg à Dijon, passe seulement à quelques kilomètres à l'est du village. Les échangeurs les plus proches sont ceux de Gye (6,6 km) et de Colombey-les-Belles (7,5 km).
La ligne 15 (Culmont-Chalindrey à Toul) longe la limite des communes de Bulligny et de Crézilles. L'ancienne gare SNCF est toujours visible, mais n'est plus en service.

### Hydrographie
La commune est traversée par la ligne de partage des eaux entre les bassins versants du Rhin et de la Meuse au sein du bassin Rhin-Meuse. Elle est drainée par le ruisseau de Gondervau, le ruisseau de la Grande Prairie, le ruisseau de l'Étang de Allamps, le ruisseau de l'Étang la Roche et le ruisseau de Poisson,.

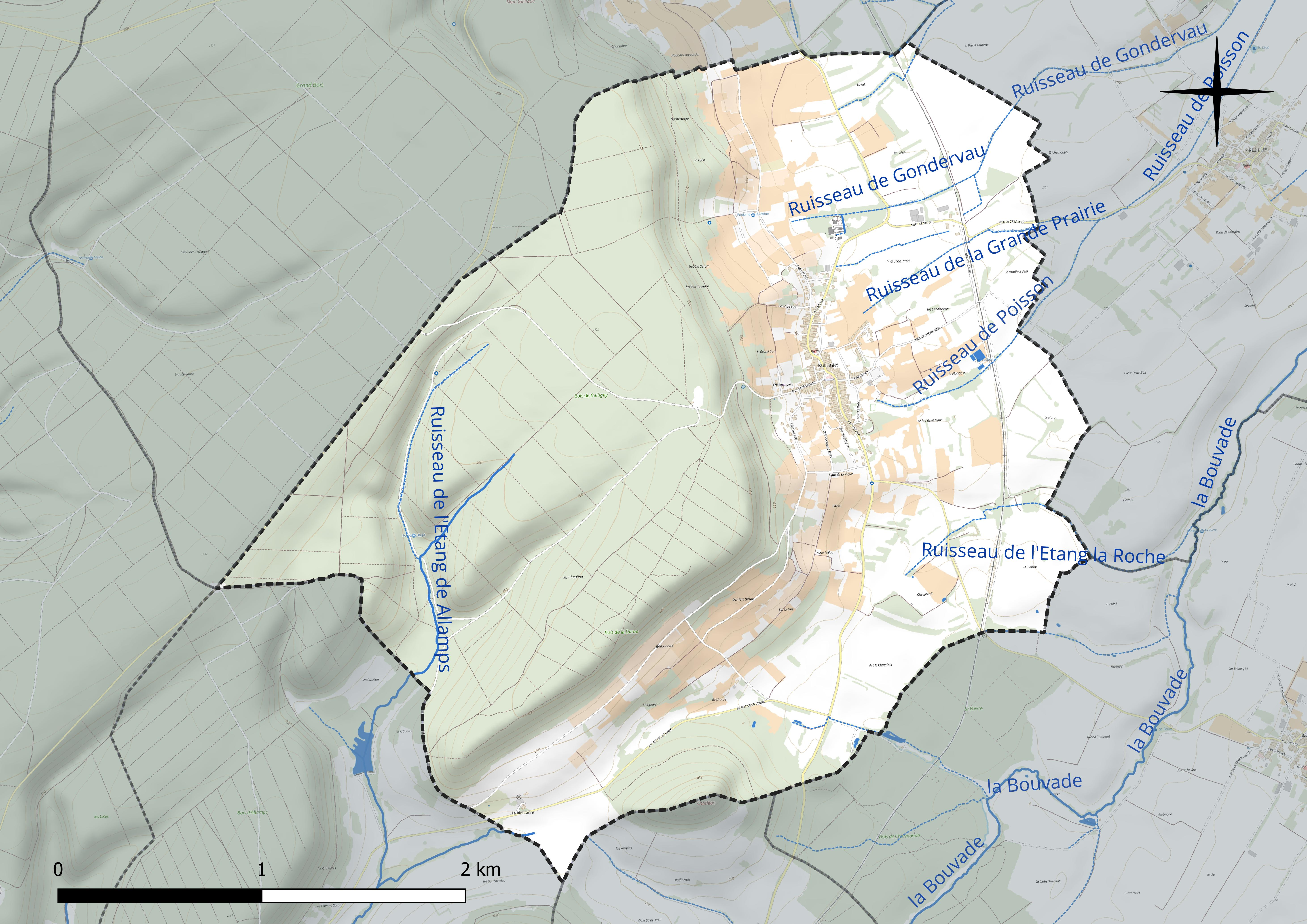
Réseau hydrographique de Bulligny.

### Climat
Pour des articles plus généraux, voir Climat du Grand Est et Climat de Meurthe-et-Moselle.
En 2010, le climat de la commune est de type climat des marges montargnardes, selon une étude du Centre national de la recherche scientifique s'appuyant sur une série de données couvrant la période 1971-2000. En 2020, Météo-France publie une typologie des climats de la France métropolitaine dans laquelle la commune est exposée à un climat océanique altéré et est dans la région climatique  Lorraine, plateau de Langres, Morvan, caractérisée par un hiver rude (1,5 °C), des vents modérés et des brouillards fréquents en automne et hiver. 
Pour la période 1971-2000, la température annuelle moyenne est de 9,7 °C, avec une amplitude thermique annuelle de 16,6 °C. Le cumul annuel moyen de précipitations est de 879 mm, avec 12,6 jours de précipitations en janvier et 9,2 jours en juillet. Pour la période 1991-2020, la température moyenne annuelle observée sur la station météorologique de Météo-France la plus proche, « Nancy-Ochey », sur la commune d'Ochey à 7 km à vol d'oiseau, est de 10,5 °C et le cumul annuel moyen de précipitations est de 810,4 mm. 
La température maximale relevée sur cette station est de 39,6 °C, atteinte le 25 juillet 2019 ; la température minimale est de −19,1 °C, atteinte le 12 janvier 1987,,. 
Les paramètres climatiques de la commune ont été estimés pour le milieu du siècle (2041-2070) selon différents scénarios d'émission de gaz à effet de serre à partir des nouvelles projections climatiques de référence DRIAS-2020. Ils sont consultables sur un site dédié publié par Météo-France en novembre 2022.

## Urbanisme

### Typologie
Au 1er janvier 2024, Bulligny est catégorisée commune rurale à habitat dispersé, selon la nouvelle grille communale de densité à sept niveaux définie par l'Insee en 2022.
Elle est située hors unité urbaine. Par ailleurs la commune fait partie de l'aire d'attraction de Nancy, dont elle est une commune de la couronne,. Cette aire, qui regroupe 353 communes, est catégorisée dans les aires de 200 000 à moins de 700 000 habitants,.

### Occupation des sols
L'occupation des sols de la commune, telle qu'elle ressort de la base de données européenne d’occupation biophysique des sols Corine Land Cover (CLC), est marquée par l'importance des forêts et milieux semi-naturels (49,5 % en 2018), une proportion identique à celle de 1990 (49,5 %). La répartition détaillée en 2018 est la suivante : 
forêts (34,9 %), prairies (20,2 %), cultures permanentes (16,5 %), milieux à végétation arbustive et/ou herbacée (14,6 %), terres arables (6,4 %), zones agricoles hétérogènes (4,1 %), zones urbanisées (3,3 %). L'évolution de l’occupation des sols de la commune et de ses infrastructures peut être observée sur les différentes représentations cartographiques du territoire : la carte de Cassini (XVIIIe siècle), la carte d'état-major (1820-1866) et les cartes ou photos aériennes de l'IGN pour la période actuelle (1950 à aujourd'hui).

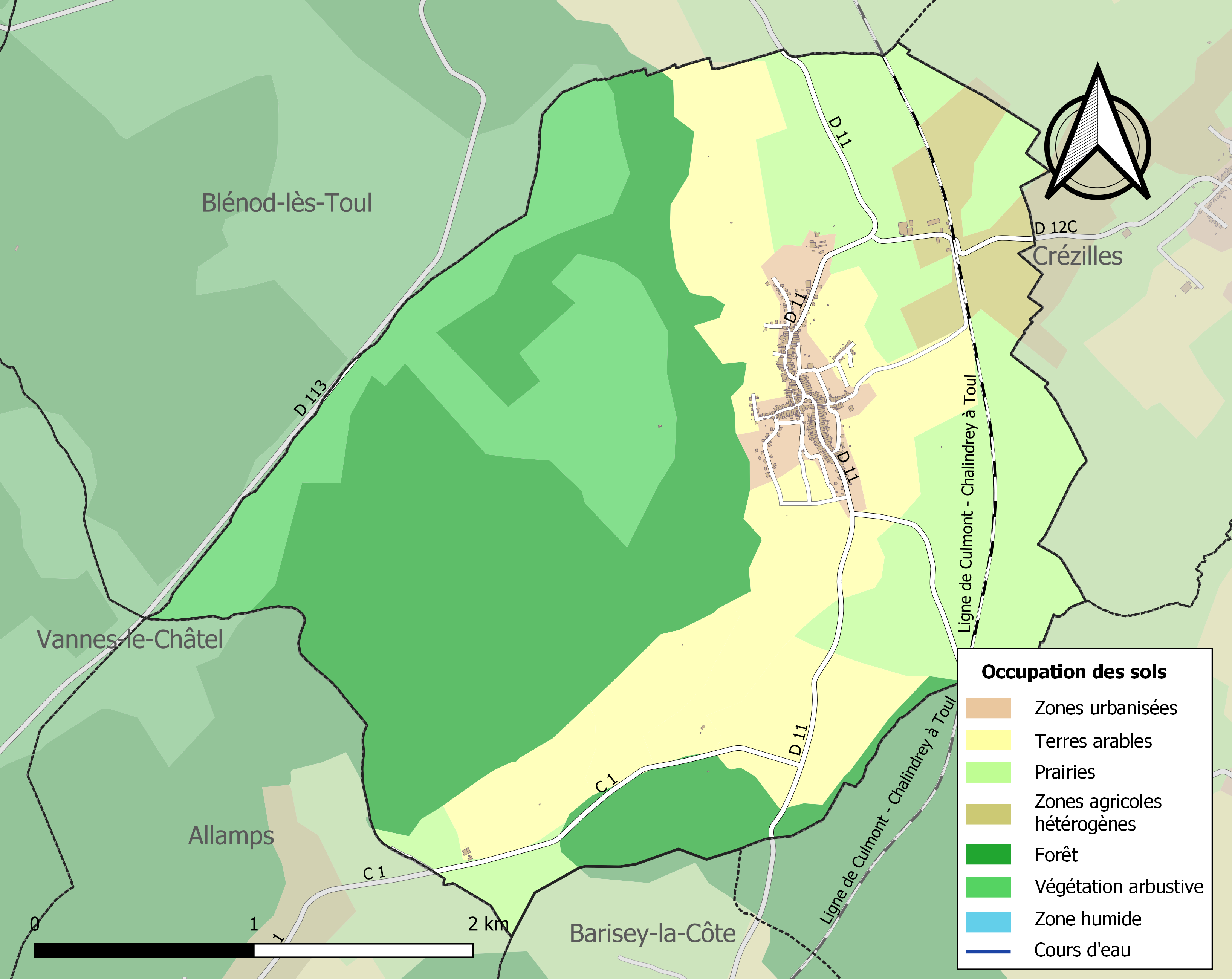
Carte des infrastructures et de l'occupation des sols de la commune en 2018 (CLC).

## Toponymie
Le toponyme apparaît au Xe siècle sous la forme latine Biliniacum, puis sous les formes françaises "Bulegney" en 1242, "Beleignei/Belignei" en 1262, "Bullignei" en 1290, Bulligney en 1373, Bullegny en 1516, avant de devenir définitivement Bulligny en 1594.
Il est composé d'un anthroponyme, soit le gallo-roman Billenius, soit le germanique Bil(l)in/Bil(l)en, et du suffixe gallo-romain -acum : domaine de Billenius/Billin/Billen. Ce type de toponyme, issu du jargon fiscal, est caractéristique de l'Antiquité tardive[réf. nécessaire].

## Histoire

### Origines
Les origines de Bulligny demeurent méconnues. Toutefois, les pierres plates sciées, les débris de céramique, les fragments de trusatiles, les cruches, le bronze et les monnaies de César et de Valentinien Ier, retrouvés dans des substructions gallo-romaines, au lieu-dit Sur le fort (dir. Allamps), et les sépultures au lieu-dit des Trépassés, permettent d'attester de la fréquentation de ce secteur dès cette époque,.

### Histoire de Bulligny
Jusqu'à la Révolution, la commune est décomposée en trois entités territoriales distinctes que sont la seigneurie de Bulligny, celle de Tuméjus (au nord), et celle de La Blaissière (au sud).
Au milieu du XIIIe siècle, Bulligny est possession d'un chevalier nommé Ysembald qui autorise les religieux de Mureau de prendre le bois nécessaire pour faire les paisseaux des ceps de vigne qu'ils possèdent à Toul, et s'engage également à leur donner annuellement 3 mesures de vin de son propre vignoble. Au XIVe siècle, la seigneurie appartient pour moitié au hapitre cathédral de Toul et pour autre moitié aux comtes de Graux. Les dîmes sont partagées par l'abbaye Saint-Mansuy de Toul et le curé de Blénod.
 Au début du XVe siècle, la moitié appartenant à la famille de Graux change de maison, par le mariage de la comtesse avec Ferry Ier de Ligniville, seigneur de Ligniville, Tantonville et autres lieux, qui en échange la moitié avec le chapitre de Toul, qui devient ainsi le propriétaire des trois-quarts de la seigneurie de Bulligny.
En 1432, Ferry Ier fait construire l'église de la Nativité-de-la-Vierge, dans un style gothique flamboyant, sur l'emplacement d'une ancienne chapelle romane du XIIe siècle. Il y fait aménager une chapelle seigneuriale (au nord), dont il fait sa sépulture, et une chapelle dédiée à sainte Anne (au sud).
 En 1578, à la mort de Christophe de Ligniville, seigneur de Tuméjus, baron de Vannes, bailli de Vôge, conseiller d'État, chambellan du duc de Lorraine, capitaine général de son artillerie, panetier de France, chevalier de l'Ordre du roi, gentilhomme ordinaire de sa Chambre, ce quart est divisé en deux huitièmes, l'un revenant au fils aîné Gaspard, et l'autre au fils cadet Philippe-Emmanuel.
En 1647, ce dernier, conseiller d'État, Grand-prévôt de Remiremont et du chapitre collégial de Saint-Georges de Nancy, abbé de Lachalade, prieur et seigneur d'Assonval, évêque de Toul et abbé de Belchamp, vend son huitième à Claude Jacquot, contrôleur des Monnaie de Lorraine.
À la mort de ce dernier, le huitième de la seigneurie de Bulligny est divisé en deux douzièmes, l'un revenant à son fils Gaspard et l'autre à sa fille Jeanne. Au décès de son frère, celle-ci reconstitue le huitième à nouveau divisé, à sa mort, en deux douzièmes, l'un revenant à son cousin Claude-Marcel de Rutant, l'autre à sa cousine Louise de Rutant.
Le fils de Louise, parvient à récupérer la part de son oncle et reconstitue de huitième qu'il transmet, en 1751, à son propre fils Pierre, seigneur de Saulxures et d'autres lieux, capitaine au régiment des gardes de SAR le duc de Lorraine, qui reconstitue le quart de la seigneurie de Bulligny en ce huitième à celui qu'il a racheté sept ans plus tôt à Pierre-Louis de Ligniville.
Cette même année, Bulligny, qui dépend de la prévôté de Gondreville (appartenant à la France) et du bailliage de Nancy pour l'appel en Justice, est transférée au bailliage de Vézelise (appartenant au duc de Lorraine).
À la mort de Pierre, le quart est de nouveau divisé en deux huitièmes, l'un revenant à son fils aîné Augustin-Pierre et l'autre à son fils cadet Pierre-Louis, qui, au décès de son frère, reconstitue le quart, qu'il vend en 1761 à Jean-Claude Pierron, seigneur de Bouzanville et à son épouse qui le conserveront jusqu'à la Révolution.
En 1789, le quart des Pierron et les trois autres du Chapitre cathédral de Toul sont réunifiés et constituent la partie principale de la commune de Bulligny.

### Histoire de l'écart de Tuméjus
Au XIVe siècle, la seigneurie appartient aux comtes de Graux, et les dîmes sont prélevées par les religieux de Mureau.
Au début du XVe siècle, elle change de maison, par le mariage de la comtesse avec Ferry Ier de Ligniville, seigneur de Ligniville, Tantonville et autres lieux.
En 1435, il fait construire une chapelle castrale dédiée à saint Nicolas.
En 1527, Didier de Ligniville, l'arrière petit-fils de Ferry Ier, vend la moitié de la maison forte et de la seigneurie de Tuméjus au chapitre cathédral de Toul, que son fils Jacques récupère, à partir des années 1560, par de fines transactions.
À la mort de ce dernier en 1571, le domaine échoit à son fils Christophe, Baron de Vannes, bailli de Vôge, conseiller d'État, chambellan du duc de Lorraine, capitaine général de son artillerie, Panetier de France, chevalier de l'Ordre du Roi, gentilhomme ordinaire de sa Chambre.
Lorsque celui-ci décède en 1578, ses fils, Gaspard et Philippe-Emmanuel, héritent chacun une moitié de la seigneurie et de la maison forte.
En 1647, ce dernier, conseiller d'État, grand-prévôt de Remiremont et du chapitre collégial de Saint-Georges de Nancy, abbé de Lachalade, prieur et seigneur d'Assonval, évêque de Toul et abbé de Belchamp, vend sa part à Claude Jacquot, contrôleur des monnaies de Lorraine.
Celui-ci mort, sa moitié de seigneurie est divisée en deux quarts, l'un revenant à son fils Gaspard et l'autre à sa fille Jeanne. Au décès de son frère, Jeanne reconstitue la moitié des Jacquot à nouveau divisée, à sa mort, en deux quarts, l'un revenant à son cousin Claude-Marcel de Rutant et l'autre à sa cousine Louise de Rutant.
Le fils de Louise, parvient à récupérer la part de son oncle et reconstitue la moitié de la seigneurie qu'il transmet, en 1751, à son propre fils Pierre, seigneur de Saulxures et d'autres lieux, capitaine au régiment des gardes de SAR le duc de Lorraine, qui reconstitue la seigneurie de Tuméjus, en réunissant la moitié des Jacquot à celle qu'il a racheté sept ans plus tôt à Pierre-Louis de Ligniville.
À la mort de ce dernier, le domaine est de nouveau divisé en deux moitiés, l'une revenant à son fils aîné Augustin-Pierre et l'autre à son fils cadet Pierre-Louis, qui, au décès de son frère, reconstitue la seigneurie, qu'il vend en 1761 à la famille Pierron, qui en sont les seigneurs jusqu'à la Révolution, puis les simples propriétaires fonciers.

### Histoire de l'écart de la Blaissière
Le nom de l'écart de la Blaissière tire son origine du celtique « bless » qui signifie « loup ». Il est certainement question d'un endroit où l'on mettait des pièges à loups dans les temps anciens.
Acquise par la famille de Ligniville au début du XVe siècle, la Blaissière est une petite seigneurie, jouissant des trois niveaux de justice seigneuriale, du droit de chapelle, de chasse, de colombier, et de prélèvements sur 3 hectares de bois, 1 de prés, 2 de terres, 280 ares de vignes produisant un vin blanc de qualité reconnue, et 105 ares de pâquis.
Le seigneur perçoit également des droits sur 1 hectare de pâquis, situé sur le ban d'Allamps, 210 ares sur celui de Bulligny et 140 sur celui de Blénod-lès-Toul, 88 ares de vignes et une maison à Bulligny.
La résidence seigneuriale se compose d'un corps de bâtiments en carré, comprenant maisons de maître, de fermier, et de vigneron, ouvrant sur une cour intérieure, ainsi qu'une tour de refuge.
En 1578, des réparations sont faites aux bâtiments de ferme, et la tour est restaurée en 1625.
Lors de la vente du domaine de Tuméjus en 1744, Pierre-Louis de Ligniville conserve la Blaissière, qu'il cède, en 1757, à Léopold Charles Laurent de Grancy, comte de Grancy, seigneur de Moineville, en dot pour le mariage de sa nièce Marie-Thérèse de Ligniville.
En 1759, la Blaissière est vendue à Philippe Porchaire, conseiller au bailliage et présidial de Toul, qui la revend l’année suivante aux jésuites du collège de Nancy.
Ces derniers expulsés de Lorraine en 1768, la seigneurie est mise sous séquestre pendant cinq ans, durant lesquels y sont faits d'importants travaux, avant d'être cédée à la congrégation des chanoines de Notre-Sauveur, qui la conservent jusqu'à la Révolution.
En 1789, ce domaine, celui de Tuméjus, et celui de Bulligny sont unifiés pour constituer la commune de Bulligny.
En 1792, la Blaissière est vendue comme bien national à Dominique-Léopold Claude, de Bulligny.
Lors de l'occupation prussienne de 1814-1815, le lieu est occupé par un détachement ennemi, et son propriétaire qui mène de nombreuses actions contre l'envahisseur est contraint de se rendre : afin de l'en obliger les Prussiens font 70 otages et incendient Bulligny, Tuméjus et la Blaissière.
Peu après cet épisode, les héritiers Claude vendent le domaine à un Pernely de Toul, qui le revend à M. de Saint-Cyr, qui le cède à son tour en 1852, aux Lefebvre, propriétaires de la maison forte de Tuméjus.

## Politique et administration
| Période                                  | Période                   | Identité                                   | Étiquette | Qualité      |
| ---------------------------------------- | ------------------------- | ------------------------------------------ | --------- | ------------ |
| Les données manquantes sont à compléter. |                           |                                            |           |              |
| 1829                                     | 1854                      | Nicolas-Léopold Le Febvre de Tuméjus       |           |              |
|                                          |                           |                                            |           |              |
| 1884                                     | 1892                      | Léopold de La Chevardière de La Grandville |           |              |
|                                          |                           |                                            |           |              |
| 1989                                     | 2001                      | Michel Vosgien                             |           |              |
| 2001                                     | 2014                      | Guy Klein                                  |           | ancien cadre |
| mars 2014                                | En cours (au 28 mai 2020) | Alain Gris, Réélu pour le mandat 2020-2026 |           | Ancien cadre |

## Population et société

### Démographie
L'évolution du nombre d'habitants est connue à travers les recensements de la population effectués dans la commune depuis 1793. Pour les communes de moins de 10 000 habitants, une enquête de recensement portant sur toute la population est réalisée tous les cinq ans, les populations de référence des années intermédiaires étant quant à elles estimées par interpolation ou extrapolation. Pour la commune, le premier recensement exhaustif entrant dans le cadre du nouveau dispositif a été réalisé en 2007.

En 2022, la commune comptait 534 habitants, en évolution de +3,49 % par rapport à 2016 (Meurthe-et-Moselle : −0,13 %, France hors Mayotte : +2,11 %).
| 1793 | 1800 | 1806 | 1821 | 1831 | 1836 | 1841 | 1846 | 1851 |
| ---- | ---- | ---- | ---- | ---- | ---- | ---- | ---- | ---- |
| 706  | 875  | 875  | 839  | 851  | 875  | 851  | 815  | 829  |

| 1856 | 1861 | 1872 | 1876 | 1881 | 1886 | 1891 | 1896 | 1901 |
| ---- | ---- | ---- | ---- | ---- | ---- | ---- | ---- | ---- |
| 750  | 762  | 767  | 725  | 703  | 688  | 661  | 642  | 631  |

| 1906 | 1911 | 1921 | 1926 | 1931 | 1936 | 1946 | 1954 | 1962 |
| ---- | ---- | ---- | ---- | ---- | ---- | ---- | ---- | ---- |
| 642  | 623  | 537  | 524  | 477  | 458  | 469  | 462  | 464  |

| 1968 | 1975 | 1982 | 1990 | 1999 | 2006 | 2007 | 2012 | 2017 |
| ---- | ---- | ---- | ---- | ---- | ---- | ---- | ---- | ---- |
| 461  | 423  | 458  | 459  | 462  | 504  | 510  | 479  | 531  |

| 2022 | - | - | - | - | - | - | - | - |
| ---- | - | - | - | - | - | - | - | - |
| 534  | - | - | - | - | - | - | - | - |

### Manifestations culturelles et festivités
Entre 2005 et 2016, la commune de Bulligny accueillait le festival de musique Le Jardin du Michel.

## Économie

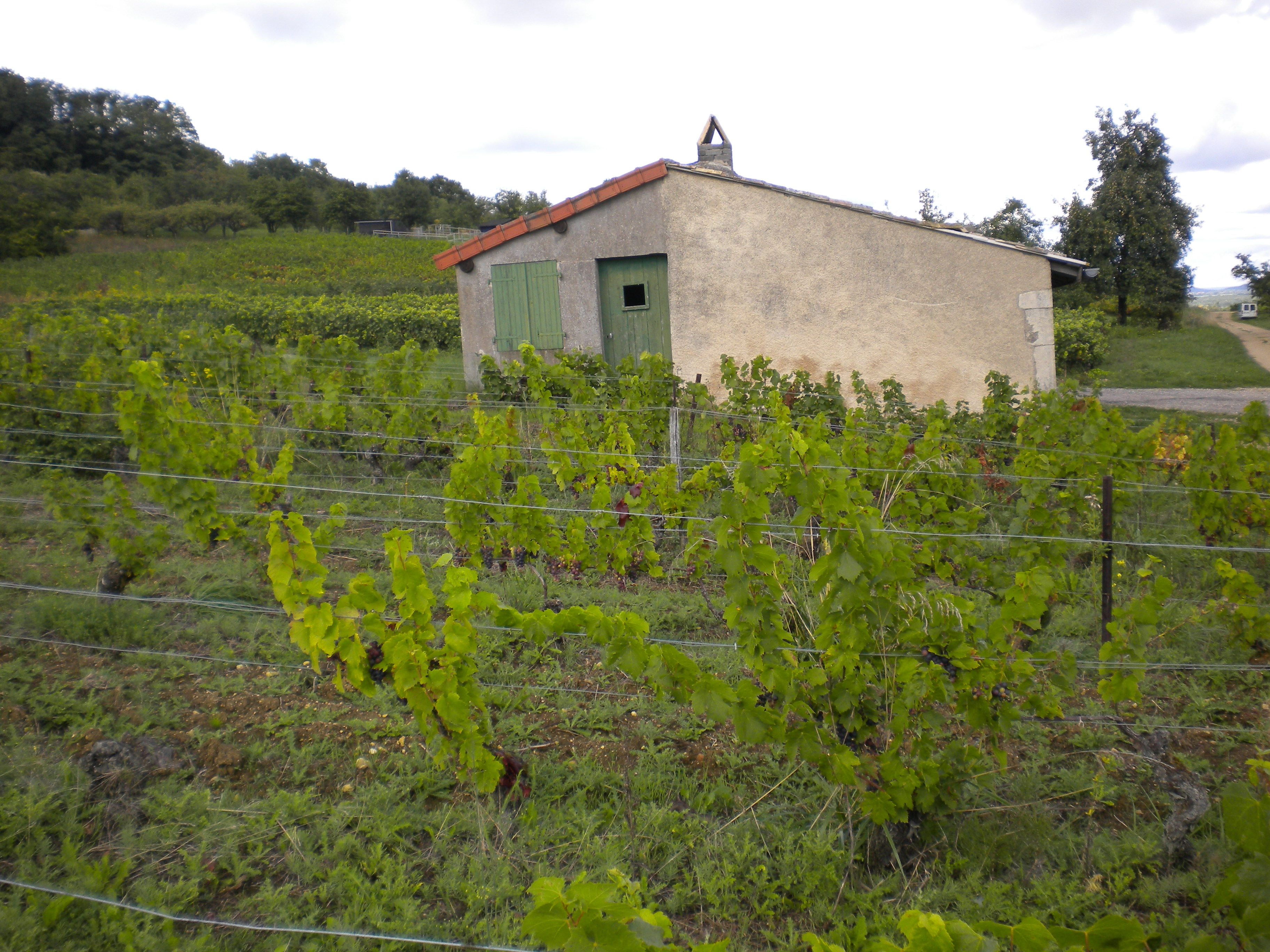
Vignoble (rue des Vignes).

L'économie de la commune repose essentiellement sur l'exploitation forestière, la production du vin côtes-de-toul (AOC depuis 1998), et d'eau de vie de mirabelle, quetsche, cerise...

E. Grosse indiquait dans son ouvrage, vers 1836 :
« Surface territ., 1049 Hect. cadastrés, dont 402 en forêts, 315 en terres labour, 5 en prairies et 179 en vignes de médiocre qualité..». (cf. carte historique du vignoble lorrain)
La commune héberge La Fabrique,  entreprise à but d'emploi de la communauté de communes du Pays de Colombey et du Sud Toulois, qui réalise du maraîchage, des travaux forestiers et tient une recyclerie.

### Secteur primaire ou agriculture
Le secteur primaire comprend, outre les exploitations agricoles et les élevages, les établissements liés à l’exploitation de la forêt et les pêcheurs.
D'après le recensement agricole 2010 du Ministère de l'agriculture (Agreste), la commune de Bulligny était majoritairement orientée sur la production de fruits et sur d'autres cultures permanentes (auparavant même production) sur une surface agricole utilisée d'environ 220 hectares (inférieure à la surface cultivable communale) en baisse légère depuis 1988 - Toutefois, le cheptel en unité de gros bétail s'est renforcé de 110 à 180 entre 1988 et 2010. Il n'y avait plus que 10 (40 auparavant) exploitations agricoles ayant leur siège dans la commune employant 12 unités de travail (26 auparavant).

## Culture locale et patrimoine

### Lieux et monuments

#### Édifices civils

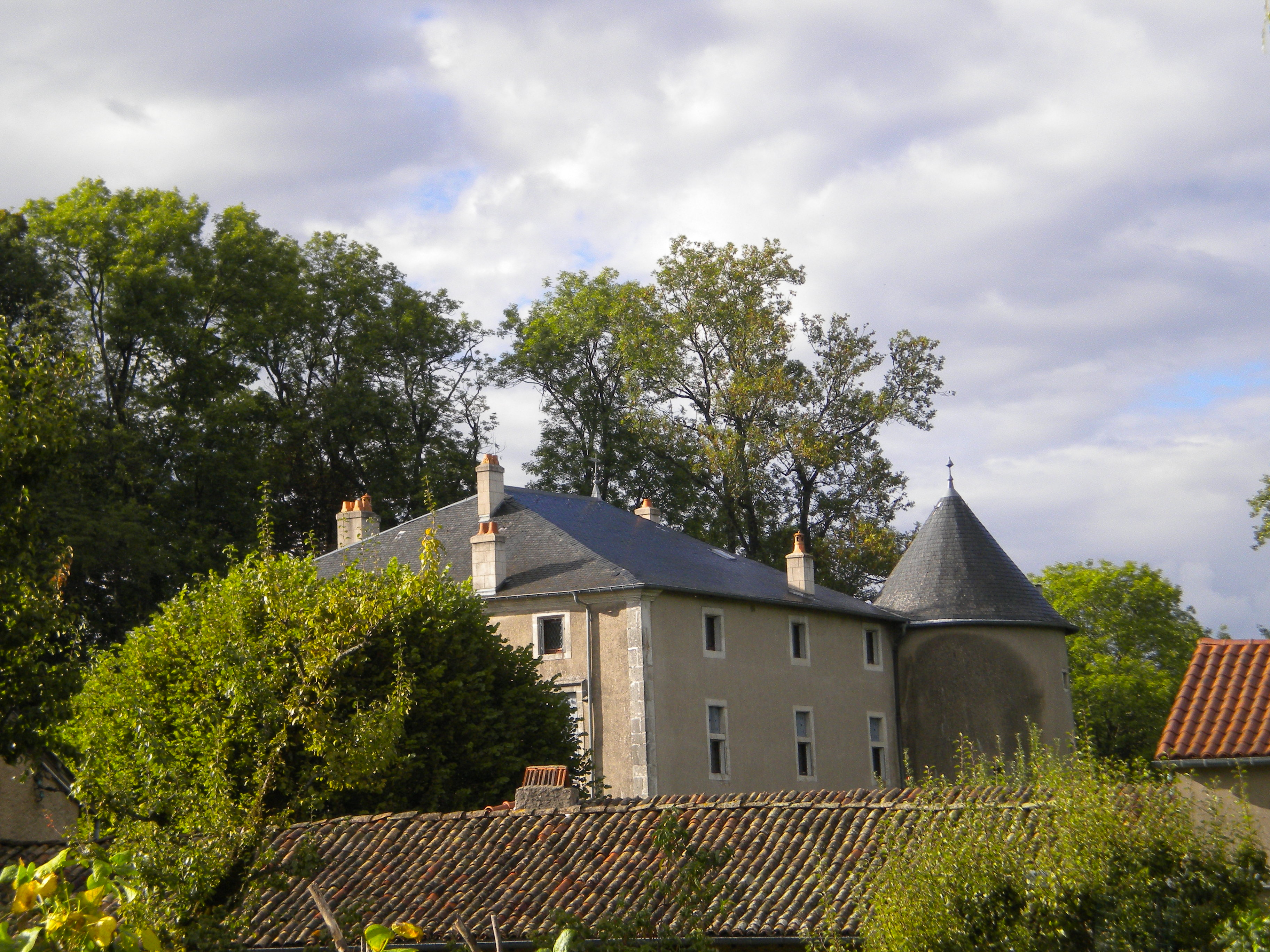
Château de Tuméjus.

- Présence de substructions gallo-romaines en plusieurs points du village.
- Château de Tuméjus (XVe siècle), partiellement inscrite au titre des monuments historiques, depuis le 13 février 1997[36].
- Maisons de vignerons du XVIIe siècle (rue Houdevaux et Mi-la-Ville).
- Maisons lorraines du XIXe siècle.

#### Édifices religieux
- Église de la Nativité-de-la-Vierge., gothique flamboyant (1432) : tour XVe siècle remaniée, nef et chevet XVe siècle ; orgue XIXe siècle.
- Chapelle Saint-Florentin (XIXe siècle, rue du Bois-la-Dame).
- Monument dédié à Notre-Dame-de-Pitié (reconnaissance 1939-1945).

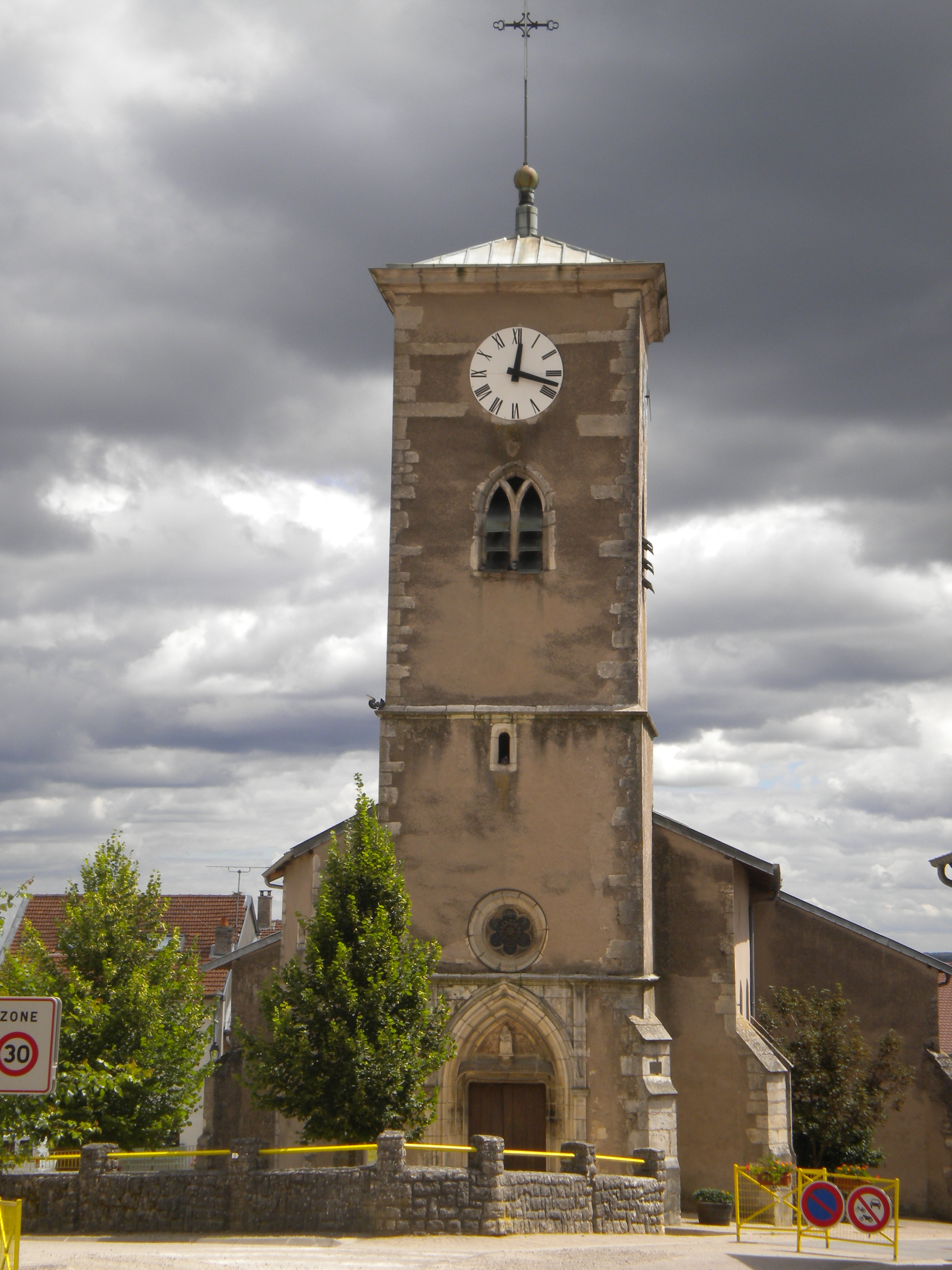
Église de la Nativité-de-la-Vierge.
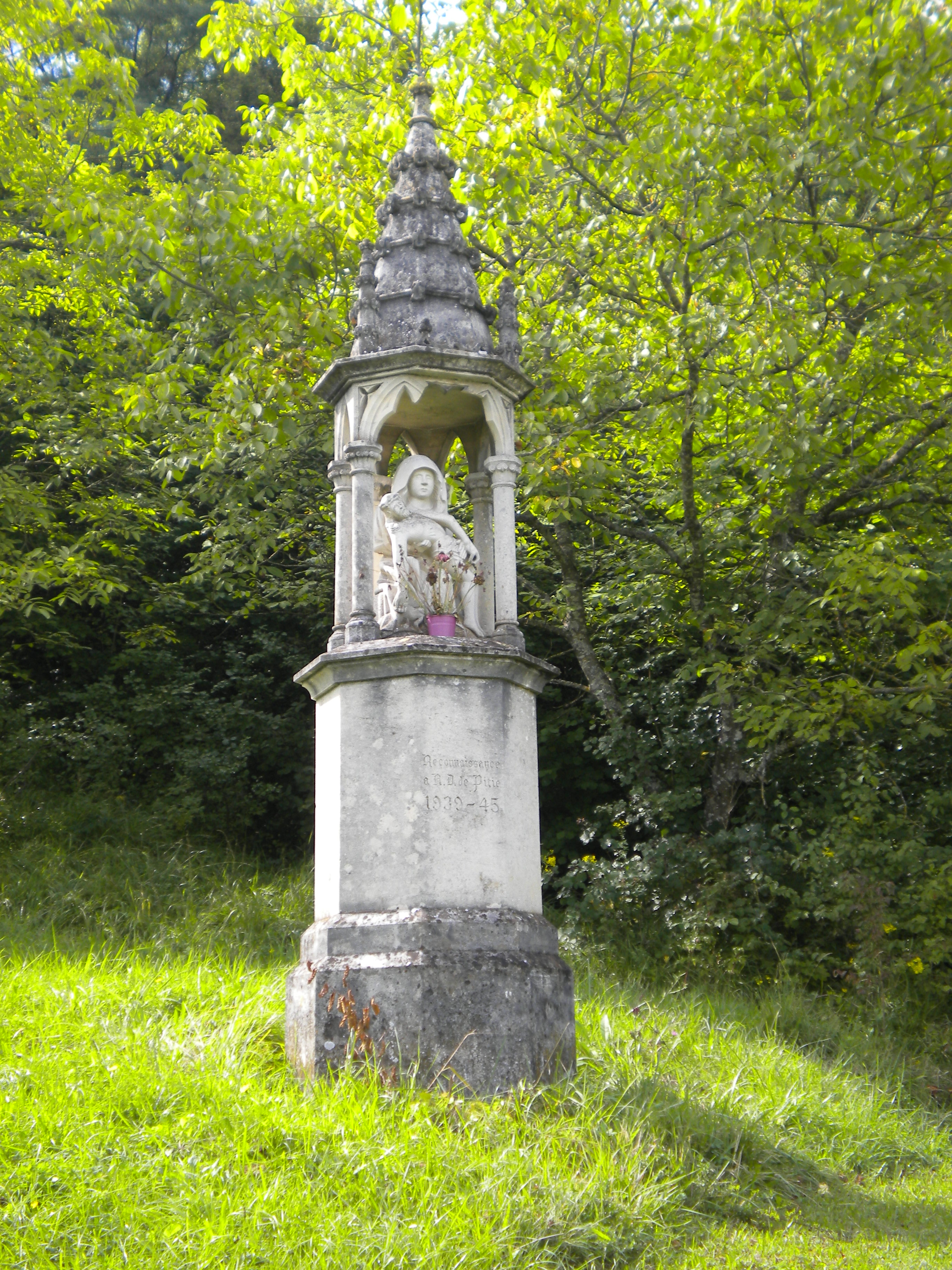
Monument à Notre-Dame-de-Pitié.

### Personnalités liées à la commune
- Famille de Graux, coseigneurs de Bulligny et seigneurs de Tuméjus (jusqu'au XVe siècle).
- Famille de Ligniville, coseigneurs de Bulligny et de Tuméjus, seigneurs de la Blaissière (XVe siècle- XVIIIe siècle).
- Famille Jacquot, coseigneurs de Bulligny et de Tuméjus (1647-1744)
- Famille de Rutant, coseigneurs de Bulligny et de Tuméjus (1744-1761).
- Comte Léopold Charles Laurent de Grancy, seigneur de Moineville, seigneur de la Blaissière (1757-1759).
- Philippe Porchaire, conseiller au bailliage et présidial de Toul, propriétaire de la Blaissière (1759-1760).
- Collège jésuite de Nancy, propriétaire de la Blaissière (1760-1768).
- Famille Pierron, coseigneurs de Bulligny, seigneurs de Tuméjus, puis propriétaires de Tuméjus (1761-v.1775).
- Congrégation de Notre-Sauveur, propriétaire de la Blaissière (1773-1789).
- Famille Lefebvre de Tuméjus, propriétaires du domaine de Tuméjus (v. 1775-v.1850).
- Famille de La Chevardière de La Grandville, propriétaires du domaine de Tuméjus (v.1850-v.1900).

### Héraldique
| Blason de Bulligny | Blason  | Losangé d'or et de sable. |
| Blason de Bulligny | Détails | Ce sont les armes de la famille de Lignéville, comtes de Tuméjus qui fit construire vers 1430 le château de Tumejus qui se trouve sur la commune de Bulligny. Le statut officiel du blason reste à déterminer. |